# Beaumont-du-Ventoux
Beaumont-du-Ventoux is een gemeente in het Franse departement Vaucluse (regio Provence-Alpes-Côte d'Azur) en telt 319 inwoners (2005). De plaats maakt deel uit van het arrondissement Carpentras en grenst aan de Mont Ventoux

## Geografie
De oppervlakte van Beaumont-du-Ventoux bedraagt 28,9 km², de bevolkingsdichtheid is 11,0 inwoners per km².
De onderstaande kaart toont de ligging van Beaumont-du-Ventoux met de belangrijkste infrastructuur en aangrenzende gemeenten.

## Demografie
Onderstaande figuur toont het verloop van het inwonertal (bron: INSEE-tellingen).